# Jarl Lundqvist
Jarl Frithiof Lundqvist, född 15 augusti 1896 i Helsingfors, död 23 september 1965, var en finländsk generallöjtnant (1941).
Han anslöt sig till jägarrörelsen 1915 och blev den 17 september Gruppenführer och sedan artilleriofficer. Från 1932 till 1945 var han finländska flygvapnets kommendör, och försvarsmaktens kommendör 1945–46.